# 道格拉斯縣 (華盛頓州)
道格拉斯縣（英語：Douglas County）是美国华盛顿州中部偏東的一個縣，該郡是韋納奇-東韋納奇都會區的一部份。根據2020年美國人口普查，共有人口42,938人。縣治沃特維爾，最大聚居地東韋納奇階地，但東韋納奇才是該郡的經濟中心。
該郡於1883年11月28日從林肯縣獨立，縣名紀念1860年美国总统选举民主黨候選人史蒂芬·阿諾·道格拉斯。

## 地理
根據美国人口普查局，本郡的總面積為4,790平方（1,849平方英里），其中陸地面積占4,720平方（1,821平方英里）、水域面積占73平方（28平方英里） （1.52%）。

### 地理特色
- 哥倫比亞河

### 主要公路
- 2號美國國道
- 97號美國國道

### 毗鄰郡
- 北－奧卡諾根縣
- 西－奇兰县
- 西南－基帝塔什縣
- 南－格蘭特縣

## 資料來源
1. ↑  . United States Census Bureau.   [November 10, 2024].
2. ↑  . HistoryLink.org. 2003-03-06  [2013-07-05]. （原始内容存档于2008-01-19）.

## 延伸閱讀
- . Western Historical Pub. Co. 1904.Available online through the Washington State Library's Classics in Washington History collection （页面存档备份，存于）

## 外部連結
- （英文） 道格拉斯縣官方網站 （页面存档备份，存于）
- （英文） 道格拉斯縣照片 （页面存档备份，存于）